# Krisztián Veréb
Krisztián Veréb (* 27. Juli 1977 in Miskolc; † 24. Oktober 2020 in Santo Domingo, Dominikanische Republik) war ein ungarischer Kanute. 

## Erfolge
Krisztián Veréb startete bei den Olympischen Spielen 2000 in Sydney mit Krisztián Bártfai im Zweier-Kajak auf der 1000-Meter-Strecke. Dank eines Sieges in ihrem Vorlauf qualifizierten sie sich direkt für den Endlauf. In diesem überquerten sie nach 3:16,357 Minuten hinter den siegreichen Italienern Antonio Rossi und Beniamino Bonomi sowie Markus Oscarsson und Henrik Nilsson aus Schweden als Dritte die Ziellinie und gewannen damit die Bronzemedaille.
Veréb belegte bei den Weltmeisterschaften 1998 in Szeged im Zweier-Kajak über 1000 Meter mit Attila Ádám ebenso den dritten Platz 2002 in Sevilla mit Ákos Vereckei. Dazwischen wurde er 2001 in Posen in dieser Disziplin mit Krisztián Bártfai Vizeweltmeister. Im Vierer-Kajak sicherte er sich außerdem 2003 in Gainesville die Silbermedaille. Bei Europameisterschaften wurde Veréb dreimal mit Krisztián Bártfai im Zweier-Kajak Vizeeuropameister: 2000 belegten sie in Posen über 1000 Meter Rang zwei, ein Jahr später gelang ihnen das in Mailand nicht nur auf der 1000-Meter-Strecke, sondern auch über 500 Meter.
Aufgrund anhaltender Verletzungsprobleme beendete Veréb 2005 seine aktive Karriere. Er begann danach als Kanutrainer zu arbeiten. Zunächst war er in Ungarn tätig, ehe er in Taiwan und Indonesien arbeitete. 2018 übernahm er eine Anstellung in der Dominikanischen Republik. Dort starb er am 24. Oktober 2020 bei einem Motorradunfall.